# AS Dragons
Amicale Sportive Dragons – klub piłkarski z Demokratycznej Republiki Konga, grający obecnie w pierwszej lidze, mający siedzibę w mieście Kinszasa, stolicy kraju. Domowe mecze rozgrywa na Stade Cardinal Malula, mogącym pomieścić 24 tysiące widzów. W przeszłości klub nosił nazwę Amicale Sportive Bilima.
Klub został założony w 1938 roku. Trzykrotnie wywalczył mistrzostwo kraju i jeden raz zdobył krajowy puchar. W 1980 roku dotarł do finału Pucharu Mistrzów, lecz uległ w nim po dwumeczu kameruńskiemu Canonowi Jaunde (2:2, 0:3). W 1985 roku także wystąpił w finale tego pucharu i także przegrał, tym razem z marokańskim FAR Rabat (2:5, 1:1).

## Sukcesy
- Puchar Mistrzów:
  - finalista: 1980, 1985
- Linafoot: 3
  - Mistrzostwo: 1979, 1982, 1984
- Coupe du Congo: 1
  - Zwycięzca: 1965

## Występy w afrykańskich pucharach
- Puchar Mistrzów: 4 występy

1966: 1. runda
1980: finał
1983: ćwierćfinał
1985: finał
- Puchar Zdobywców Pucharów: 4 występy

1997 – zrezygnował po 2. rundzie
1998 – 2. runda
1999 – ćwierćfinał
2000 – 1. runda